# 자메이카 여인숙 (영화)
《자메이카 여인숙》(영어: Jamaica Inn)은 1939년 개봉한 영국의 스릴러 영화이다. 알프레드 히치콕이 감독을 맡았으며, 대프니 듀모리에의 동명 소설 영화의 원작이다. 히치콕이 미국으로 이주하기 전 만든 마지막 작품이다. 배우 모린 오하라의 첫 메이저 영화 출연작이다.

## 출연

### 주연
- 찰스 로튼
- 호레이스 호지스

### 조연
- 헤이 페트리
- 프레더릭 파이퍼
- 허버트 로마스
- 클레어 그리트
- 윌리엄 데블린
- 진 드 카사리스
- 마벨 테리-루이스
- A. 브롬리 대번포트
- 조지 커즌
- 배질 래드포드
- 레슬리 뱅스
- 마리 네이
- 모린 오하라
- 엠린 윌리엄스
- 와일리 왓슨
- 모랜드 그레이엄
- 에드윈 그린우드
- 머빈 존스
- 로버트 뉴턴
- 로버트 아데어
- 마리 올트
- O.B. 클라렌스
- 메리 제롤드
- Sam Lee
- 존 롱든
- 오브리 마더
- 필립 레이

## 기타
- 각색: 시드니 길리앗
- 각색: J.B. 프리스틀리
- 원작자: 대프니 듀 모리에
- 세트: 토머스 N. 모라핸